# Łasin
Łasin (in tedesco Lessen) è un comune urbano-rurale polacco del distretto di Grudziądz, nel voivodato della Cuiavia-Pomerania.

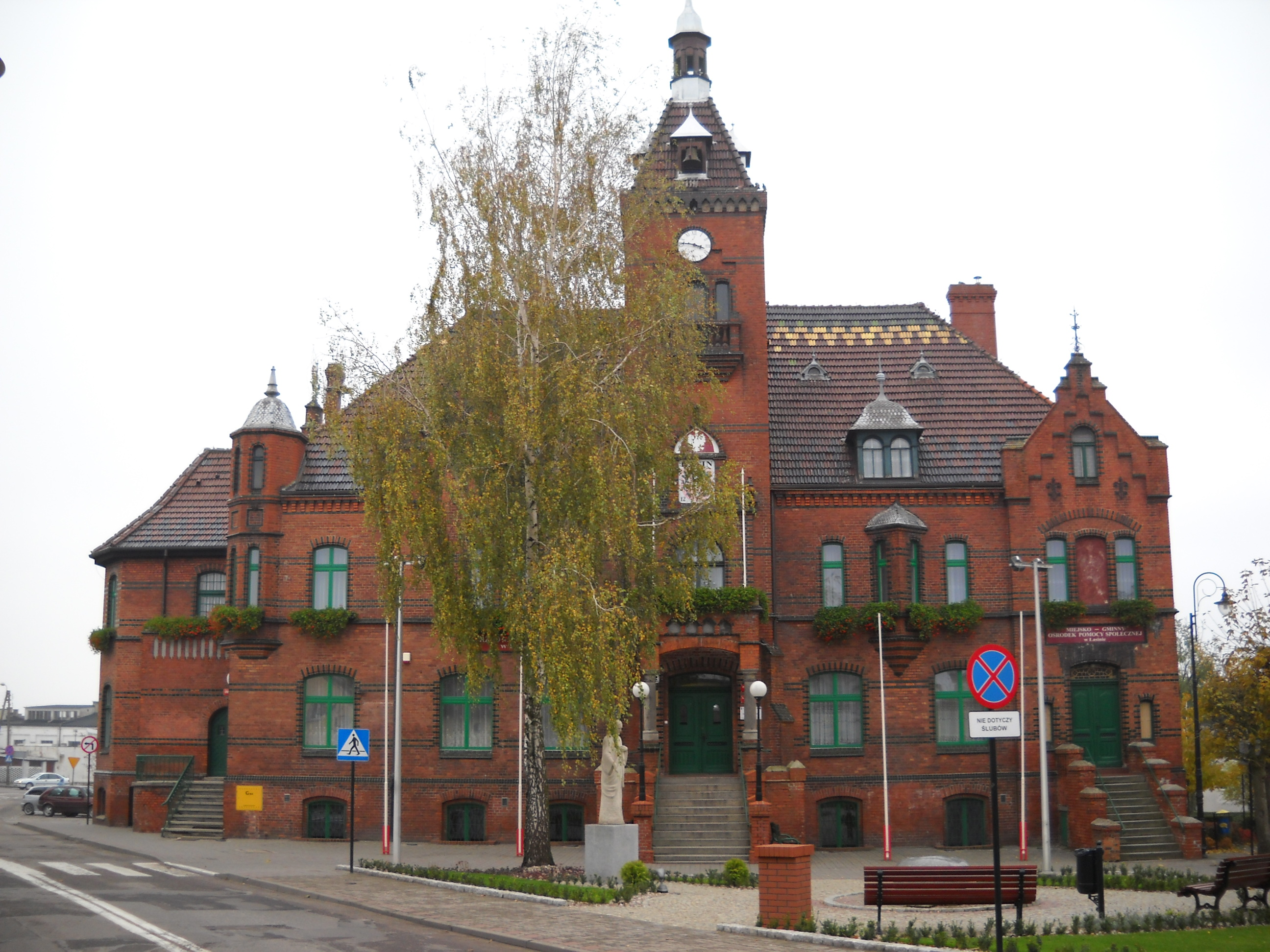
Łasin

Ricopre una superficie di 136,58 km² e nel 2004 contava 8 351 abitanti.